# بيل أرمسترونغ (لاعب هوكي جليد)
بيل أرمسترونغ هو لاعب هوكي جليد كندي، ولد في 18 مايو 1970 في ريتشموند هيل في كندا.

## وصلات خارجية
- بيل أرمسترونغ على موقع دوري الهوكي الوطني (الإنجليزية)
- بيل أرمسترونغ على موقع EliteProspects.com (الإنجليزية)
- بيل أرمسترونغ على موقع HockeyDB.com (الإنجليزية)